# Amia calva
L'amia (Amia calva Linnaeus, 1766) è un pesce dell'America nord-orientale appartenente alla famiglia degli amiidi (Amiidae). È l'unica specie vivente dell'ordine degli amiiformi (Amiiformes).

## Descrizione

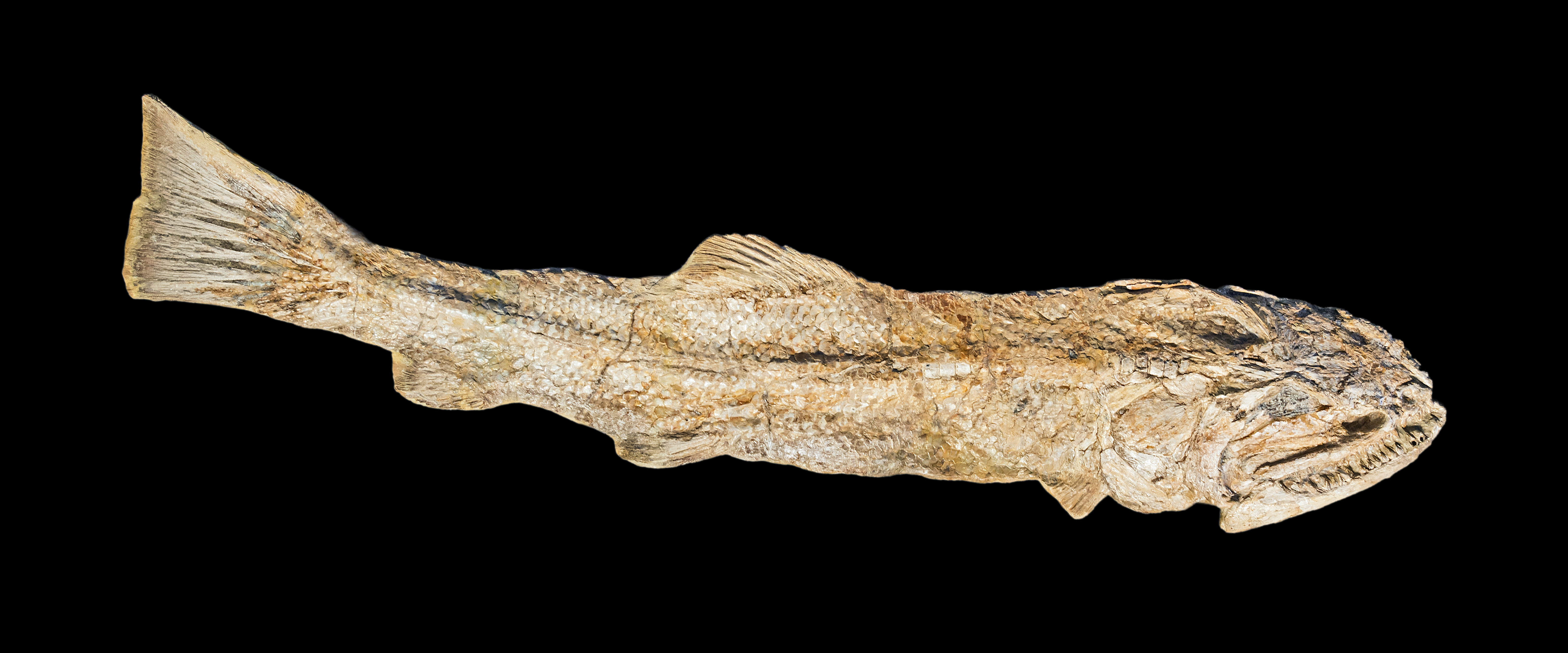
Fossile di Calamopleurus cylindricus, un antico parente dell'amia

Comparazioni tra le strutture di questo pesce con quelle dei fossili conosciuti di amiidi (ad esempio Cyclurus e Amia pattersoni) indicano che Amia non ha subito drastici cambiamenti morfologici nel corso degli ultimi 50 milioni di anni. Appare quindi ben giustificato considerare l'amia una delle forme più arcaiche che annoveri la fauna delle acque dolci. Lo scheletro osseo con vertebre anficele, le scaglie cicloidi embricate che rivestono il corpo, la coda omocerca, la mancanza di fulcri alle pinne permettono di considerare gli Amiiformi come appartenenti ai pesci ossei nonostante, per la conformazione del cono arterioso del cuore e per la disposizione dell'apparato urogenitale, essi presentino somiglianze anche con i Dipnoi. L'amia ha un capo subconico, leggermente depresso, che porta piastre ossee formanti una specie di corazza ondulata, ricoperta, nella parte superiore, di pelle sottile e nuda, da cui il nome di calva dato alla specie. Il muso è corto e arrotondato, con occhi piccoli e brillanti, la narice anteriore è munita di un piccolo barbiglio. I denti, di forma conica, sono portati dalle ossa premascellari, mascellari e palatine; denti più piccoli portano il vomere, le ossa pterigoidee e il parasfenoide. Il tronco, allungato e robusto, è ricoperto di scaglie cicloidi. La pinna dorsale è unica, lunga e non troppo alta; le pinne pettorali, le ventrali e l'anale sono brevi. La caudale, bene sviluppata, è normalmente omocerca; nei giovani, invece, può essere eterocerca. Non esistono pseudobranchie e i pettini branchiali sono brevi. Caratteristica è la struttura di alcuni organi interni. Particolare importanza assume la vescica natatoria che in determinate circostanze può funzionare come un polmone. Suddivisa in due lobi, essa ha le pareti riccamente irrorate da numerosi vasi sanguigni ed è collegata, attraverso un condotto pneumatico, alla faringe. Già si è accennato alla presenza, nel cuore, di un cono arterioso munito di valvole. Una rudimentale valvola spirale è presente nell'intestino; l'ovidotto si apre in una dilatazione del canale di Wolf, carattere, questo, che gli Amiiformi hanno in comune con i Polipteriformi e gli Acipenseridi. La livrea dell'amia presenta una colorazione bruno scura od olivastra nelle parti superiori, mentre le inferiori hanno toni un poco più chiari. Sulla gola, sono spesso presenti vaste macchie scure. I maschi si differenziano dalle femmine, sia per le dimensioni minori, circa 45 cm contro i 60 delle femmine, che per la presenza di una macchia tondeggiante, nera, orlata di arancio, alla base della coda.

## Distribuzione
È diffusa in America, nel Mississippi (fiume) nel Missouri, nel Minnesota, nel Vermont, nel Quebec, nel bacino di San Lorenzo sino alle regioni occidentali dei monti Appalachi, alla Florida e al Texas. Verso il nord si estende alle coste atlantiche della Carolina.

## Comportamento

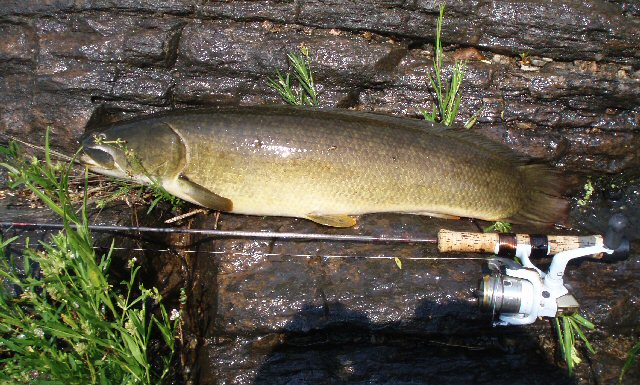
Un'amia catturata nel fiume Coosa, nei pressi di Wetumpka (Alabama)

L'amia abita i grandi laghi, i fiumi e anche specchi d'acqua di minore importanza. Frequenta indifferentemente tanto le acque limpide e correnti quanto quelle pantanose e paludose. È proprio in questo ambiente che il pesce si vale della vescica natatoria atta a funzionare da polmone. Nelle paludi, l'ossigeno disciolto nell'acqua è scarso e la respirazione branchiale è insufficiente. Per questo l'amia si porta in superficie e aspira una certa quantità d'aria che immagazzina nella vescica, in cui possono avvenire scambi gassosi con un meccanismo simile a quello che si effettua nei polmoni dei vertebrati a respirazione polmonare. Durante l'estate staziona dove le acque sono più alte e, spostandosi velocemente, aiutata dalla lunga pinna dorsale, va in cerca di preda. Pesci, anfibi, crostacei, molluschi, vermi, nessuna piccola creatura sfugge alla voracità di questi pesci che sono considerati una vera calamità per le acque del loro habitat. Al sopraggiungere della stagione fredda, le amie si stringono le une contro le altre sino a formare grossi blocchi viventi e scendono verso la melma delle acque più profonde. Escono dal loro torpore a primavera per iniziare il ciclo vitale e dar vita alle nuove generazioni, sempre numerosissime, così da garantire una valida continuità alla specie.

## Riproduzione
In primavera, abbandonate le acque profonde dove hanno trascorso l'inverno, spesso in letargo a causa del freddo, le amie si portano dove le acque sono basse, tiepide e ricche di vegetazione. Spetta ai maschi il compito di preparare il nido, una camera ricavata tra il fitto della vegetazione subacquea. La femmina, dopo un breve corteggiamento, depone le uova che vengono subito fecondate dal suo compagno e ben presto abbandona il nido. Il maschio prodiga tutte le cure possibili, sorvegliando che nessuno penetri a far strage di uova. Queste si schiudono dopo circa 8 giorni dalla deposizione. I piccoli pesci nati sono lunghi circa 7 mm e sono provvisti di un sacco vitellino dal quale traggono il nutrimento. Con il riassorbirsi del sacco, si conclude il primo periodo del loro sviluppo ed essi raggiungono circa 12 mm di lunghezza. Sono ora in grado di iniziare, fuori dal nido, un periodo di vita durante il quale, riuniti in schiere compatte, ma sempre sotto la sorveglianza e la guida paterna, vengono a contatto con il loro ambiente. Ciascuno di essi inizia una vita indipendente quando, raggiunti i 10 cm di lunghezza, è in grado di affrontare e di superare le proprie necessità.